# Misal de Silos
El Misal de Silos es un breviario considerado como el documento más antiguo conocido sobre papel (no sobre pergamino) creado en Europa. Con alta probabilidad, data de antes de 1080 d. C. El manuscrito está escrito en cuartilla y se compone en su conjunto de 157 folios, siendo de papel los folios 1 a 37, mientras que el resto está escrito en pergamino.

## Localización
El misal se encuentra en la biblioteca del Monasterio de Santo Domingo de Silos, cerca de Burgos, España. Está catalogado como Códice 6. Es uno de los numerosos manuscritos litúrgicos de rito mozárabe que se conservan en la biblioteca de Silos, a pesar de la supresión del rito en el año 1080 por el Papa Gregorio VII.
El códice lleva el nombre de su actual emplazamiento en Silos, pero no fue escrito en el scriptorium de Silos, sino en el monasterio de Santa María la Real de Nájera, en La Rioja.

## Historia
El origen del papel como utensilio de escritura está situado en China, considerándose que el primer proceso de fabricación del papel fue desarrollado por el Cai Lun, consejero del emperador He de la dinastía Han Oriental, en el siglo II a. C. Algunos historiadores postulan que los prisioneros chinos capturados en la batalla del Talas (año 751 d. C.) empezaron a fabricar papel en Samarkanda, introduciéndolo a raíz de ahí en el mundo árabe, desde donde llegaría después a la península ibérica. Parece probable que el papel para el misal se fabricase en la península ibérica islámica y llegase a Nájera (en territorio cristiano cuando se creó el documento) importado por musulmanes residentes en territorios cristianos.
En el scriptorium del monasterio de Silos también fueron escritas las Glosas Silenses, que recogen las que probablemente sean las primeras palabras escritas en castellano, hoy conservadas en el British Library.

## Curiosidades
En 2013, el manuscrito fue inspeccionado por Umberto Eco, quien mencionó al Misal de Silos en su novela de 1980 El nombre de la rosa.
En enero de 2019, el físico e historietista estadounidense Randall Munroe utilizó el Misal de Silos en una tira de su conocida historieta web xkcd.